# Päivi Hacker
Päivi Hacker, född Halme 1958 i Björneborg, Finland, är en finsk-svensk affärskvinna och modell. 
Hacker har studerat konstvetenskap och litteraturvetenskap på Stockholms universitet och flyttade till USA när hon var 24 år. Hon driver företagen 6 Star Properties och PA Design med inriktning på mycket exklusiva fastigheter. Hon är också med i byggandet av ett nytt hotell i Mexiko. Hon har varit gift med en mångmiljonär men har skilt sig. 
Hacker deltog under 2010 i TV3-serien Svenska Hollywoodfruars andra säsong, samt i den seriens tredje säsong. Hacker är också väninna med den andra Hollywoodfrun Lena Jolton.